# Faustabryna mindanaoensis
Faustabryna mindanaoensis es una especie de escarabajo longicornio del género Faustabryna, tribu Pteropliini, subfamilia Lamiinae. Fue descrita científicamente por Breuning en 1980.
El período de vuelo ocurre durante los meses de febrero, abril, mayo, julio, agosto, octubre y diciembre.

## Descripción
Mide 16-25 milímetros de longitud.

## Distribución
Se distribuye por Filipinas y Malasia.